# Anke Behmer
Anke Behmer, z domu Vater (ur. 5 czerwca 1961  w Stavenhagen) – siedmioboistka reprezentująca Niemiecką Republikę Demokratyczną.
W 1988 roku na igrzyskach olimpijskich w Seulu zdobyła brązowy medal, uzyskując 6858 punktów, który to wynik jest jej rekordem życiowym i zarazem dziesiątym wynikiem wszech czasów w tej konkurencji. Poza brązem z Seulu Behmer ma w swoim dorobku m.in. brąz mistrzostw świata (Helsinki 1983) oraz złoto mistrzostw Europy (Stuttgart 1986).
Była mistrzynią NRD w siedmioboju w 1980, 1982, 1983, 1986 i 1987 oraz brązową medalistką w 1984. Była również halową mistrzynią NRD w pięcioboju w 1982, 1983 i 1988 oraz wicemistrzynią w 1981.